# Jason Ralph
Jason Ralph (McKinney, 7 aprile 1986) è un attore statunitense conosciuto soprattutto per aver interpretato Quentin Coldwater, protagonista della serie televisiva The Magicians.

## Biografia
Nato a West Palm Beach, in Florida, Ralph è cresciuto a McKinney, in Texas, una città fuori Dallas, e ha frequentato la McKinney High School, diplomandosi nel 2004. Ha studiato recitazione al Collin College e poi ha frequentato l'università statale di New York a Purchase, dove si è laureato con un BFA nel 2010.

## Carriera
Ha iniziato a recitare nel 2010 in un episodio della serie televisiva The Good Wife. Nel 2015 interpreta il ruolo ricorrente di Harrison Dalton, figlio del presidente Dalton, in cinque episodi della serie Madam Secretary. Nello stesso anno entra nel cast di Aquarius, dove interpreta in dieci episodi il personaggio di Mike Vickery, e di Manhattan, con il ruolo ricorrente di Stan.
Alla fine dello stesso anno ottiene il ruolo di Quentin Coldwater, protagonista di The Magicians, ruolo che ricopre per quattro anni.

## Filmografia

### Cinema
- Un posto nell'Universo, regia di Maggie Kiley (2013)
- I'm Obsessed with You, regia di Jon Goracy (2014)
- 1981: Indagine a New York, regia di J. C. Chandor (2014)
- Those People, regia di Joey Kuhn (2015)
- Better Off Single, regia di Benjamin Cox (2015)

### Televisione
- The Good Wife – serie TV, 1 episodio (2010)
- Gossip Girl – serie TV, 2 episodi (2011)
- Unforgettable – serie TV, 1 episodio (2011)
- Smash – serie TV, 1 episodio (2013)
- Blue Bloods – serie TV, 1 episodio (2013)
- Looking – serie TV, 1 episodio (2014)
- Grace and Frankie – serie TV, 1 episodio (2015)
- Madam Secretary – serie TV, 5 episodi (2015)
- Manhattan – serie TV, 6 episodi (2015)
- Aquarius – serie TV, 10 episodi (2015-2016)
- The Magicians – serie TV, 52 episodi (2015-2019)
- Dark Day – serie TV, 1 episodio (2016)
- Younger – serie TV, 5 episodi (2018)
- Random Acts of Flyness – serie TV, 1 episodio (2018)
- La fantastica signora Maisel (The Marvelous Mrs Maisel) – serie TV, 11 episodi (2022-2023)
- Three Women – serie TV, 5 episodi (2024)

## Doppiatori italiani
Nelle versioni in lingua italiana delle opere in cui ha recitato, Jason Ralph è stato doppiato da:
- Massimo Triggiani in Blue Bloods
- Gabriele Tacchi in Grace and Frankie
- Mirko Cannella in Madam Secretary
- Francesco Venditti in Aquarius
- Marco Vivio in The Magicians
- Emanuele Ruzza ne La fantastica signora Maisel